# Ждановка (Курганская область)
Ждановка — деревня в Юргамышском районе Курганской области. Входит в состав Гороховского сельсовета.

## История
До 1917 года в составе Кипельской волости Челябинского уезда Оренбургской губернии. По данным на 1926 год состояла из 126 хозяйств. В административном отношении входила в состав Гороховского сельсовета Юргамышского района Курганского округа Уральской области.

## Население
| 1989 | 2002 | 2010 |
| ---- | ---- | ---- |
| 32   | ↘0   | ↗2   |

По данным переписи 1926 года в деревне проживало 561 человек (252 мужчины и 309 женщин), в том числе: русские составляли 99 % населения.